# Pure (album)
Pure is het vijftiende studioalbum van René Froger. Alle nummers op het album zijn in jazzuitvoering opgenomen. Van het album is ook een dvd.

## Tracklist
1. Girl Talk - 3.48
2. Where Or When - 3.49
3. Falling In Love Again - 3.00
4. Give Me The Night - 5.33
5. This Guy's In Love With You - 4.00
6. The Look Of Love - 5.35
7. A Portrait Of My Love - 4.17
8. Still On Your Side - 4.40
9. Go - 3.46
10. Cry Me A River - 3.31
11. The Only One For Me Is You! - 4.20
12. Merry Go Round - 4.05